# Sociálně demokratická strana (Gabon)
Sociálně demokratická strana (francouzsky Parti Social-Démocrate, PSD) je politická strana v Gabonu založená roku 1991. Patří do koalice Prezidentská většina.

## Historie
Sociálně demokratická strana byla založena roku 1991. Předseda strany Pierre-Claver Maganga Moussavou kandidoval za tuto stranu v prezidentských volbách v roce 1993. Ve volbách skončil čtvrtý ze třinácti kandidátů se ziskem 3,6 % hlasů. Opětovně kandidoval v prezidentských volbách v roce 1998. V nich skončil na pátém místě z osmi kandidátů se ziskem 1 % hlasů.
Během parlamentních voleb v roce 2001 získala PSD jedno křeslo v Národním shromáždění a následně vstoupila do vlády vedené Gabonskou demokratickou stranou (PDG). Během prezidentských voleb v roce 2005 strana nenominovala žádného kandidáta. V parlamentních volbách v roce 2006 jakožto součást provládního bloku získala dva mandáty.
Do předčasných prezidentských voleb konaných v roce 2009 po smrti úřadujícího prezidenta Omara Bonga nominovala PSD Magangu Moussouvoua. Z osmnácti kandidátů skončil šestý se ziskem 0,8 % hlasů. V parlamentních volbách v roce 2011 získala strana pouze jeden mandát v Národním shromáždění. V parlamentních volbách v roce 2018 získala PSD dva mandáty.